# Squamanita squarrulosa
Squamanita squarrulosa är en svampart som beskrevs av G.S. Ridl. 1988. Squamanita squarrulosa ingår i släktet Squamanita och familjen Tricholomataceae.   Inga underarter finns listade i Catalogue of Life.